# 1896 en Suisse
Chronologie de la Suisse
- 1892
- 1893
- 1894
- 1895
- 1896
- 1897
- 1898
- 1899
- 1900

Chronologie de la Suisse
1895 en Suisse - 1896 en Suisse - 1897 en Suisse

## Gouvernement au1erjanvier 1896
- Conseil fédéral[1]
  - Adrien Lachenal (PRD), président de la Confédération
  - Adolf Deucher (PRD), vice-président de la Confédération
  - Eugène Ruffy (PRD),
  - Eduard Müller (PRD)
  - Walter Hauser (PRD)
  - Emil Frey (PRD)
  - Joseph Zemp (PDC)

## Évènements
- Mercredi 26 février : début des premiers Brandons de Payerne (VD).
- Lundi 9 mars : des inondations provoquent d’importants dégâts dans le fond de la vallée du Locle (NE).
- Lundi 27 avril : inauguration de l’Usine hydroélectrique de Chèvres, à Genève.
- Vendredi 1er mai : ouverture de l’Exposition nationale de Genève.
- Lundi 1er juin : mise en service du tramway électrique de Lugano (TI).
- 30 juin : création de l’entreprise Fabrik Theiler & Co.( Landis & Gyr en 1905) à Zoug[2].
- Samedi 25 juillet : mise en service du tramway Allaman-Aubonne-Gimel (VD),
- Vendredi 28 août : mise en service du premier tramway lausannois entre Chailly et Lutry.
- Vendredi 1er septembre : fondation à Genève, de l'Organisation des cyclistes, une organisation de promotion du tourisme, pour les vélos et premiers véhicules à moteur qui deviendra le Touring Club Suisse.
- 8 - 12 septembre : Genève accueille le premier Congrès suisse pour la défense des intérêts féminins[3].
- 1er octobre : fondation de la fabrique de produits chimiques Hoffmann-La Roche à Bâle[4].
- Dimanche 4 octobre :
  - Votations fédérales. Le peuple rejette, par 209 118 non (54,5 %) contre 174 880 oui (45,5 %), la Loi fédérale sur la garantie des défauts dans le commerce des bestiaux.
- Votations fédérales. Le peuple approuve, par 223 228 oui (55,8 %) contre 176 577 non (44,2 %), la Loi fédérale sur la comptabilité des chemins de fer.
  - Votations fédérales. Le peuple rejette, par 310 992 non (80,1 %) contre 77 169 oui (19,9 %), la Loi fédérale sur les peines disciplinaires dans l'armée suisse.

- Jeudi 15 octobre : fermeture de l’Exposition nationale de Genève qui a accueilli 2 288 518 visiteurs.
- Jeudi 26 novembre : ouverture de la gare ferroviaire de Lucerne.

## Décès
- 27 janvier : Simeon Bavier, ancien conseiller fédéral (PRD, GR)à Bâle, à l’âge de 70 ans.
- 2 mai : Pierre Jolissaint, pionnier des chemins-de-fer, à Berne, à l’âge de 65 ans.
- 20 juin Jakob Laurenz Sonderegger, médecin, précurseur dans le domaine de la santé publique, à Saint-Gall, à l'âge de 71 ans.
- 18 août : Richard Avenarius, philosophe, à Zurich, à l’âge de 53 ans.
- 24 août : Johann Jakob Egli, géographe, à Zurich, à l’âge de 71 ans.
- 26 décembre : Emil DuBois-Reymond, professeur de physiologie d’origine neuchâteloise, spécialiste de l'étude des phénomènes électriques dans les nerfs et les muscles, à Berlin, à l’âge de 78 ans.